# 산데츠야 노비송치

산데츠야 노비송치(Sandecja Nowy Sącz)는 폴란드의 마워폴르스카 주에 위치한 노비송치(Nowy Sącz) 도시를 연고로 하는 축구팀이다. 이 팀은 1910년에 창단하고 폴란드에서 가장 오래된 축구 클럽 중 하나이다. 산데츠야가 폴란드 I 리가의 2016/17 시즌에 우승을 차지해서 폴란드의 가장 높은 엑스트라클라사 리그에 승격되었다. 2017/18 시즌부터 엑스트라클라사 리그에서 경기한다.

## 성적
- I 리가: 우승 1 회 (2017)
- II 리가: 2 위 (2008/09)
- 폴란드 컵: 1/4 (2013/14)

## 선수단

### 현역
- 현재 소속 선수 (2025년 2월 28일 기준)

참고: FIFA 자격 규정에 따라 소속된 국가대표팀 국기를 표시합니다. 선수는 복수의 FIFA 비회원국 국적을 가지고 있을 수 있습니다.
| 번호 | 포지션 | 국적 | 이름 |
| ---- | ------ | ---- | ---- |

| 번호 | 포지션 | 국적       | 이름            |
| ---- | ------ | ---------- | --------------- |
| 91   | GK     | 슬로바키아 | 마르틴 폴라체크 |

## 역대 감독
| 감독          | 임기        |
| ------------- | ----------- |
| 아담 나바우카 | 2003 ~ 2004 |